# DIOP
DIOP è l'abbreviazione comunemente usata per il composto organofosforico O-Isopropilidene-2,3-diidrossi-1,4-bis(difenilfosfino) butano, appartenente alla classe delle fosfine. In particolare il DIOP è stata la prima difosfina chirale ad essere stata sintetizzata e impiegata nel campo della catalisi asimmetrica. In condizioni normali è un solido bianco solubile in solventi organici.

## Sintesi
DIOP è stato preparato per la prima volta da Henri B. Kagan nel 1971. Viene sintetizzato dall'acetonide dell'acido L(+)-tartarico, che viene ridotto prima di addizionare i sostituenti PPh2.

## Applicazioni
Come legante, DIOP è un chelante che si lega a metalli formando un anello a sette membri. I suoi complessi sono stati utilizzati per ridurre composti prochirali come olefine, chetoni e immine.

## Tossicità / Indicazioni di sicurezza
Diop è disponibile in commercio. Il composto è irritante per gli occhi, le vie respiratorie e la pelle. Non ci sono dati che indichino proprietà cancerogene.